# Фитов, Леонид Любомирович
Леонид Любомирович Фитов (1917—1998) — молдавский и советский скульптор и художник. Член Союза художников СССР и Молдавии (1946). Заслуженный работник культуры Молдавской ССР (1988).

## Биография

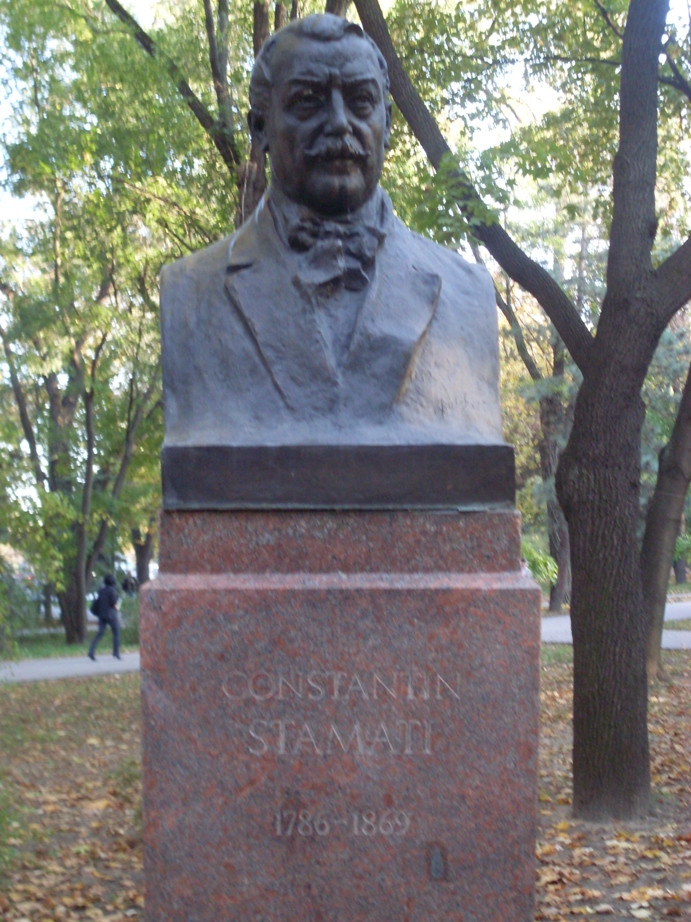
Бюст писателя К. Стамати в Кишинёве работа скульптора Леонида Фитова

Болгарин по происхождению. В 1937 году окончил Кишинёвское художественное училище. Ученик А. Плэмэдялэ.
Участник Великой Отечественной войны. После окончания войны с 1946 по 1965 год работал в художественном фонде Союза художников. Участник республиканских, всесоюзных и зарубежных выставок с 1946 года.
Стоял у истоков организации Союза художников Молдовы.

## Творчество
Творил в области монументальной скульптуры и портрета. Создал ряд работ, посвящённых героям Великой Отечественной и гражданской воен, войнам Советской Армии.
Автор ряда героизированных портретов — «Краснофлотец», «Молодогвардеец Борис Главан» (1948), статуи героя гражданской войны Сергея Лазо для павильона Молдавской ССР на ВДНХ СССР (1947, совместно с А. Плискиным). Скульптор участвовал в оформлении рельефами фронтона Кишинёвского музыкального театра (1958) и в создании памятника «Борцам за власть Советов 1905—1907 гг.» (1966) в Кишинёве. Среди лучших его работ — бюст писателя К. Стамати (1957), установленный на аллее классиков столичного парка им. А. Пушкина.
Среди портретов, созданных Л. Фитовыма — образы современников: пограничника Кузьмина (1964), полковника И. Каленникова (1974), рабочих, сельских тружеников. Теплотой лирического чувства, переданного лепкой форм, выделяются портреты Елены Думбрав (1968), Леси Ткачук (1971). В других работах скульптор стремится к широте обобщения. «Весна» (1957) — обнаженная женщина с малышом на плече — выражает уверенность в обновлении жизни, «Девушка с виноградом» (1970) — символизирует молдавскую республику.

## Избранные работы
- Со скульптором Е. В. Вучетичем участвовал в работе по сооружению памятника в честь соединения войск Сталинградского и Юго-западного фронтов. 1951 г.
- Вместе со скульпторами А. Майко и И. И. Понятовским выполняют памятник «Борцам за Власть Советов» для г. Кишинева. 1957 г.
- Портрет генерала А. Волощука 1980 г.
- Портрет полковника И. Каленникова. Гипс тонир. 1973 г.

Работы хранились в Национальном художественном музее Молдавии и в музее МВД Молдавской ССР.